# 오무라선
오무라선(일본어: 大村線)은 규슈 여객철도의 철도 노선 가운데 하나이다. 일본 나가사키현 사세보시에 위치한 하이키역과 이사하야시에 위치한 이사하야역을 잇는다.

## 차량
- 키하66계
- 키하200계

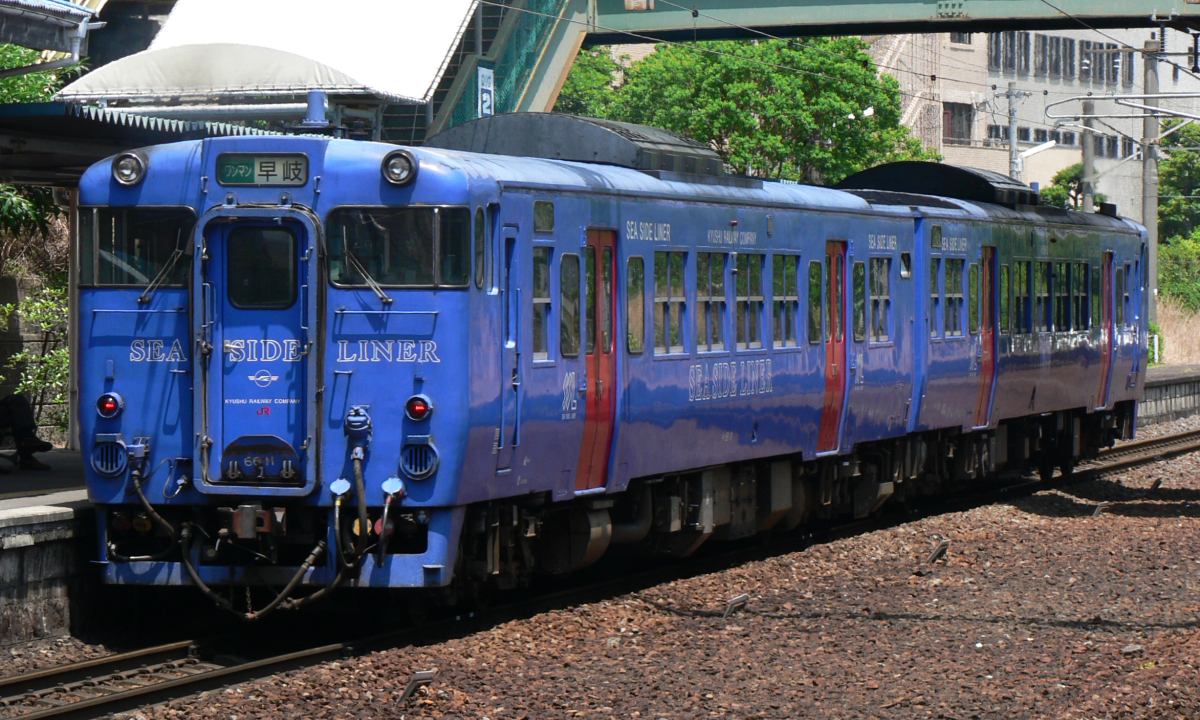
키하66계
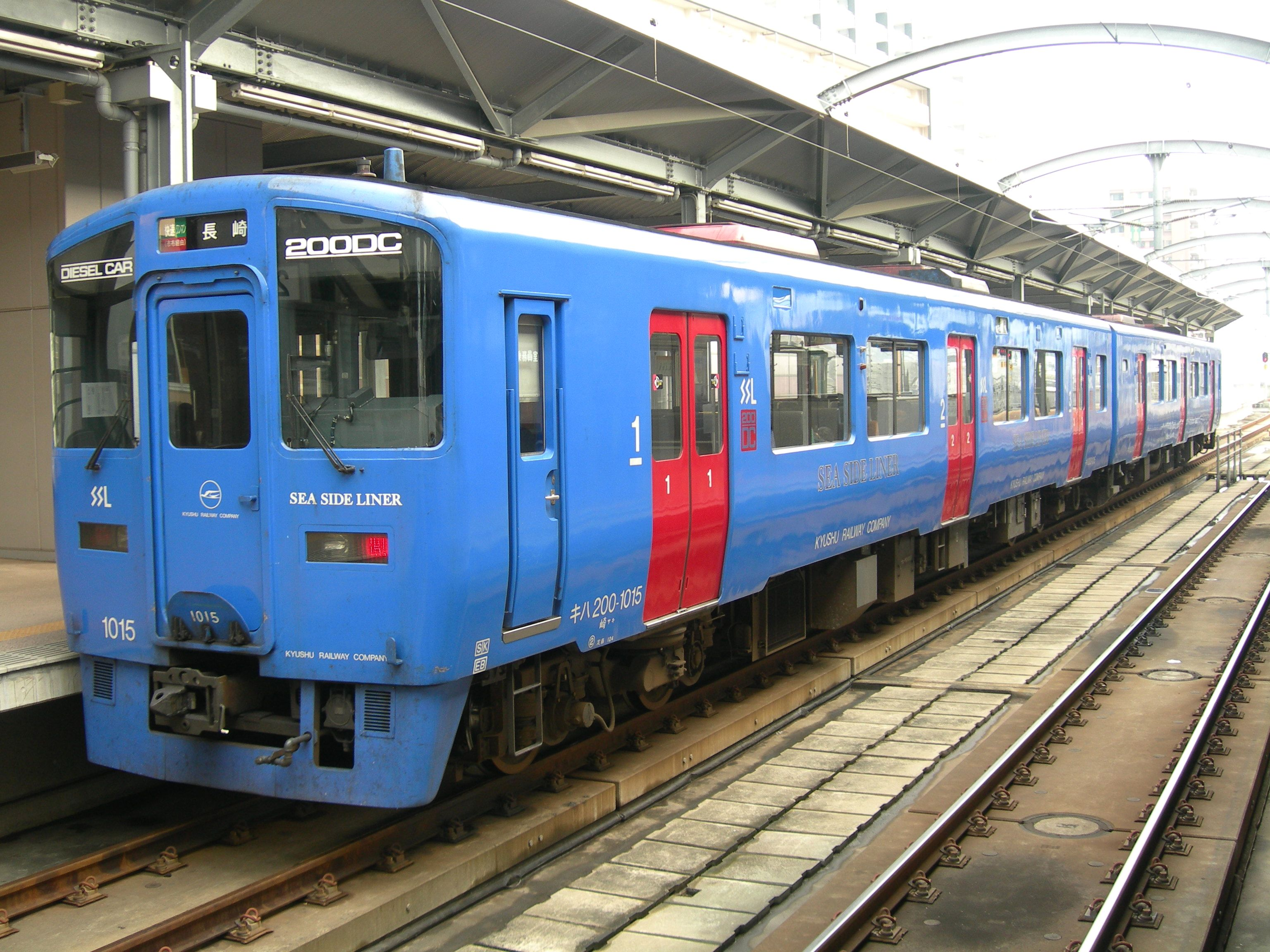
키하200계

전철화된 구간에는 특급 열차로 전동차도 사용된다.
- 783계(하우스텐보스 호, ja)

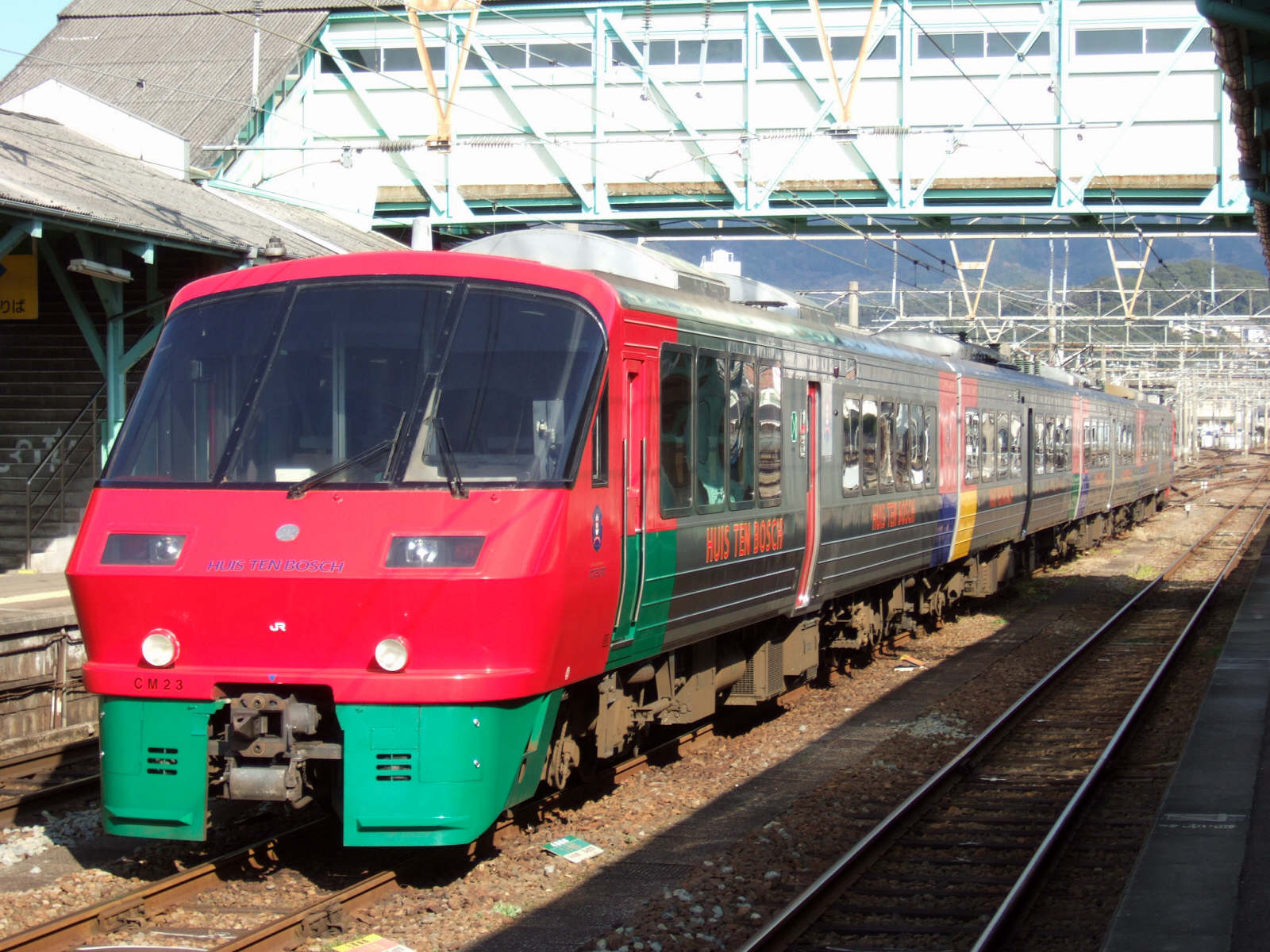
783계

## 역 목록
| 역 이름      | 일본어 이름    | 영업 거리 (km) | 쾌속 | 접속 노선                                                                  | 소재지     | 소재지         | 소재지   |
| ------------ | -------------- | -------------- | ---- | -------------------------------------------------------------------------- | ---------- | -------------- | -------- |
| 하이키       | 早岐           | 0.0            | ●    | 사세보 선 (사세보역 방면에 직결 운행)                                      | 나가사키현 | 사세보시       | 사세보시 |
| 하우스텐보스 | ハウステンボス | 4.7            | ●    |                                                                            | 나가사키현 | 사세보시       | 사세보시 |
| 하에노사키   | 南風崎         | 5.6            | │    |                                                                            | 나가사키현 | 사세보시       | 사세보시 |
| 오구시고     | 小串郷         | 9.6            | │    | 히가시소노기군                                                             | 나가사키현 | 가와타나정     |          |
| 가와타나     | 川棚           | 13.6           | ●    | 히가시소노기군                                                             | 나가사키현 | 가와타나정     |          |
| 소노기       | 彼杵           | 19.6           | ●    | 히가시소노기군                                                             | 나가사키현 | 히가시소노기정 |          |
| 지와타       | 千綿           | 24.0           | │    | 히가시소노기군                                                             | 나가사키현 | 히가시소노기정 |          |
| 마쓰바라     | 松原           | 28.5           | │    | 오무라시                                                                   | 오무라시   |                |          |
| 다케마쓰     | 竹松           | 32.8           | ●    | 오무라시                                                                   | 오무라시   |                |          |
| 스와         | 諏訪           | 34.8           | │    | 오무라시                                                                   | 오무라시   |                |          |
| 오무라       | 大村           | 36.2           | ●    | 오무라시                                                                   | 오무라시   |                |          |
| 이와마쓰     | 岩松           | 40.0           | │    | 오무라시                                                                   | 오무라시   |                |          |
| 이사하야     | 諫早           | 47.6           | ●    | 나가사키 본선 (나가사키 역 방면에 직결 운행) 시마바라 철도 시마바라 철도선 | 이사하야시 | 이사하야시     |          |